# Kanton Luxeuil-les-Bains
Kanton Luxeuil-les-Bains (francouzsky Canton de Luxeuil-les-Bains) je francouzský kanton v departementu Haute-Saône v regionu Franche-Comté. Tvoří ho dvě obce.

## Obce kantonu
- Luxeuil-les-Bains
- Saint-Valbert